# Hề Sa
Lê Văn Sa (22 tháng 8 năm 1941 – 25 tháng 12 năm 2020) thường được biết đến với nghệ danh Hề Sa, là một nam nghệ sĩ cải lương người Việt Nam. Ông được biết đến với lối ca vọng cổ nhả chữ điệu nghệ, độc đáo, chất giọng đặc trưng của mình.

## Tiểu sử
Hề Sa tên thật Lê Văn Sa, sinh năm 1941 tại Long Bình, Thủ Đức. Từ nhỏ ông đã mồ côi cha mẹ niềm vui của ông lúc đó là nghe giọng ca của nghệ sĩ Văn Hường qua radio.

## Sự nghiệp
Năm 15 tuổi, nhận ra mình có chất giọng giống nghệ sĩ Văn Hường ông quyết hát sao cho giống với thần tượng và xem Văn Hường là sư phụ.
Năm 16 tuổi, ông trốn nhà theo gánh hát với mong muốn thoát khỏi cuộc sống cơ cực khi thành kép hát. Suốt mấy năm ông chỉ làm công việc hậu đài, quân sĩ ông không có vai kép chánh nào trong một vở tuồng. Vì thế, ông tìm cách chuyển hướng, bằng cách khai thác giọng ca hài như sư phụ Văn Hường để sớm tìm được chỗ đứng trên sân khấu.
Hai năm sau, khán giả đã bắt đầu biết đến Hề Sa trên sân khấu đầu tiên là đoàn "Tiếng vang Thủ Đô". Sau đó, ông chuyển về đoàn "Thủ Đô 1" và may mắn được một lần thế vai "quái kiệt" Bảy Xê, diễn chung sân khấu với "Hoàng đế dĩa nhựa" Tấn Tài và nữ nghệ sĩ Trương Ánh Loan. Đó là sự  "may mắn" với ông, khi mà một kép trẻ mới về đoàn đã được tin tưởng giao thế vai một nghệ sĩ cây đa cây đề như "quái kiệt" Bảy Xê. Sau đó, Hề Sa về đoàn "Trăng Mùa Thu", rồi Kim Chung, diễn cùng với Tấn Tài, Lệ Thủy..., được ông bầu Kim Chung cử sang Pháp biểu diễn cùng đoàn, tạo tiếng vang khi được khán giả kiều bào yêu thích.
Năm 1968, Hề Sa xuất hiện trên nhiều ấn phẩm của hãng dĩa Tứ Hải, được khán giả yêu thích với các bài vọng cổ hài do soạn giả Viễn Châu sáng tác: "Trời sanh trâu, sanh cỏ", "Tôi đi làm rể", "Hề Sa đi Pháp", "Hề Sa cầu hôn", "Lệnh xé xác, lệnh xé túi"... Trong đó, thịnh hành nhất là bài vọng cổ "Khi người say biết yêu" của soạn giả Hải Đăng, thu âm tại Đài phát thanh TPHCM năm 1983.
Hề Sa từng mở đoàn hát "Sóng Hề Sa" nhưng vài năm sau thất bại, đoàn phải giải tán khiến ông bán nhiều đồ đạc trong nhà bù lỗ. Từ giữa thập niên 1990, ông đi hát thuê.

## Đời tư
Nghệ sĩ Hề Sa có cuộc sống khá đào hoa, ông có đến 5 người vợ, 6 người con, 3 trai, 3 gái.

## Qua đời
Hề Sa qua đời vào ngày 25 tháng 12 năm 2020 tại nhà riêng vì bệnh phổi, suy tim, hưởng thọ 79 tuổi.